# Srijemske Laze
Srijemske Laze su naselje u Republici Hrvatskoj, u sastavu Općine Stari Jankovci, Vukovarsko-srijemska županija.

## Povijest
Godine 1941. u selu je živjelo oko 900 žitelja, a od toga broja za vrijeme Drugoga svjetskoga rata u narodnooslobodilačkom pokretu je sudjelovalo 300, a poginulo 150 stanovnika. Selo je bilo stalnim utočištem partizana koji su ga prozvali »Malom Moskvom«. Seoski praznici bili su: Socijalistička slava (22. kolovoza) i Dan mrtvih (Dan žalosti, 14. listopada). Socijalistička slava je nastala kao uspomena na godinu 1943., kada je oko 120 mještana otišlo u partizane, dok je Dan mrtvih znak sjećanja na 56 poginulih mještana, kada su 14. listopada 1944. ustaše pokrenule kaznenu ekspediciju s ciljem uništenja partizanskog gnijezda.

## Stanovništvo
Prema popisu stanovništva iz 2001. godine, naselje je imalo 652 stanovnika te 241 obiteljskih kućanstava.
| broj stanovnika | 711   | 751   | 736   | 869   | 948   | 961   | 907   | 925   | 720   | 852   | 1006  | 1073  | 975   | 924   | 652   | 572   | 398   |
|                 | 1857. | 1869. | 1880. | 1890. | 1900. | 1910. | 1921. | 1931. | 1948. | 1953. | 1961. | 1971. | 1981. | 1991. | 2001. | 2011. | 2021. |

## Šport
- NK Vidor Srijemske Laze

## Poznate osobe
- Branislav Svilokos - redatelj
- Špiro Matijević - književnik, kritičar, prevoditelj
- Drago Živković - narodni heroj Jugoslavije
- Slavko Gavrilović, srpski akademik[7]

## Udruge
- Sportsko ribolovno društvo "Šaran" Srijemske Laze
- Lovačko društvo "Soko" Srijemske Laze
- Udruga žena Srijemske Laze

## Spomenici i znamenitosti
- Spomen dom Srijemske Laze
- Spomen ploča Dragi Živkoviću - narodnom heroju Jugoslavije
- Crkva Rođenja Presvete Bogorodice Srijemske Laze